# Suzanne Briet
Renée Marie Hélène Suzanne Briet (Parigi, 1º febbraio 1894 – Parigi, 13 febbraio 1989) è stata una bibliotecaria e scrittrice francese.
La Briet ha svolto un ruolo pionieristico nel campo delle scienze dell'informazione e della documentazione in particolare con l'opera Qu'est-ce que la documentation?. È stata soprannominata, a tale proposito, “madame documentation”. La Briet è conosciuta anche per aver scritto opere sulle Ardenne, regione francese d'origine della sua famiglia, e sul poeta Arthur Rimbaud.

## La vita
Suzanne Briet nasce a Parigi il 1 febbraio 1894. Nonostante sia cresciuta nella Capitale francese, è rimasta sempre legata per motivi familiari alle Ardenne. La Briet studia all'École de Sèvres, un istituto femminile di élite per la formazione degli insegnanti per la scuola secondaria e consegue il diploma in storia e l'abilitazione per l'insegnamento di inglese e di storia. Tra il 1917 e il 1920 insegna in Algeria. In seguito si iscrive alla Sorbona indirizzando la sua carriera verso la biblioteconomia. Nel 1924 ottiene il certificato di idoneità alle funzioni di bibliotecario presso la Bibliothèque Nationale di Parigi. Nel 1925 sposa Ferdinand Dupuy dal quale divorzia otto anni dopo. All'età di sessant'anni, nel 1954 termina la sua carriera di bibliotecaria. Trascorre i suoi ultimi anni concentrandosi su altri interessi (studi di storia locale, Arthur Rimbaud, ecc.). Muore a Parigi il 13 febbraio 1989.

## La carriera
Tra il 1934 e il 1954, la Briet lavora nella sala dei cataloghi e delle bibliografie della Bibliothèque Nationale di Parigi. Pur continuando il suo lavoro di bibliotecaria, nel 1931 fonda (con il chimico Jean Gérard) l'Union française des organismes de documentation, analogo francese dell'American documentation institution (oggi American society for information science and technology). Nel 1950 riceve l'onorificenza della Legion d’onore. Nel 1951 contribuisce alla fondazione dell'Institut national de techniques de la documentation all'interno del Conservatorio di arti e mestieri. Ottiene diversi incarichi e tra questi anche la nomina a vice presidente dell'International Federation for Information and Documentation (FID). Nel 1951 pubblica la sua opera più nota Qu'est-ce que la documentation? considerata il manifesto della Documentazione. La documentalista francese partecipa a Roma nel 1951 (15-21 settembre) alla XVIII conferenza internazionale organizzata dal Consiglio Nazionale delle Ricerche per conto della Federazione internazionale di informazione e documentazione. Il suo intervento verrà ospitato nella V sezione dedicata all'“Insegnamento professionale per documentalisti”. La Briet ha pubblicato decine di contributi tra saggi, libri e relazioni in materia di documentazione, biblioteconomia e storia.

## Il suo impatto sulla Documentazione
Suzanne Briet si è adoperata per diffondere i principi della normalizzazione e gli standard internazionali riguardanti la produzione e la gestione dei documenti. In questa attività ha ripreso e sviluppato alcuni concetti elaborati da Paul Otlet. La studiosa è stata inoltre una strenua sostenitrice del valore pubblico dell'informazione e ha fornito un importante contributo al rilancio dell'attività di formazione nel campo della documentazione e alla ridefinizione del ruolo del documentalista e del bibliotecario.